# Корезіно
Коре́зіно (рос. Корезино, чув. Кĕтне Пасарĕ) — село у складі Комсомольського району Чувашії, Росія. Входить до складу Сюрбей-Токаєвського сільського поселення.
Населення — 132 особи (2010; 131 у 2002).
Національний склад:
- чуваші — 84 %